# Върнън Смит
Върнън Ломакс Смит (на английски: Vernon L. Smith; роден 1 януари 1927) е професор по икономика в Училището за бизнес Аргирос на Университета „Чапман“ и Училището по право в Ориндж, Калифорния, изследовател към Интердисциплинарния център за икономическа наука на Университета „Джордж Мейсън“, и член на Меркатус център – Арлингтън, Вирджиния. Смит споделя Нобелова награда за икономика с Даниел Канеман през 2002 г.